# Cantó de Baigorri
El cantó de Baigorri (en francès i oficialment Saint-Étienne-de-Baïgorry) és una divisió administrativa francesa, situada al departament dels Pirineus Atlàntics i la regió Nova Aquitània. El seu conseller general és Jean-Baptiste Lambert, de la UMP.

## Composició

Comunes del cantó de Saint-Étienne-de-Baïgorry

El cantó de Saint-Étienne-de-Baïgorry agrupa 11 comunes:
- Aldude
- Anhauze
- Azkarate
- Banka
- Bidarrai
- Irulegi
- Lasa
- Ortzaize
- Baigorri
- Arrosa
- Urepele

## Consellers generals
| Data d'elecció                         | Identitat               | Partit               | Qualitat            |
| -------------------------------------- | ----------------------- | -------------------- | ------------------- |
| 1945                                   | Jean Etxeberri-Aintxart |                      |                     |
| 1951                                   | Jean Etxeberri-Aintxart |                      |                     |
| 1958                                   | Jean Etxeberri-Aintxart |                      |                     |
| 1964                                   | Jean Etxeberri-Aintxart |                      |                     |
| 1970                                   | Jean Etxeberri-Aintxart |                      |                     |
| 1976                                   | Gabriel Dermit          |                      |                     |
| 1982                                   | Gabriel Dermit          |                      |                     |
| 1988                                   | Gabriel Dermit          |                      |                     |
| 1994                                   | Marcel Monlong          | DVD                  | alcalde de Baigorri |
| 2000                                   | Gabriel Dermit          | -                    |                     |
| 2001                                   | Jean-Michel Galant      | Abertzaleen Batasuna | alcalde d'Azkarate  |
| No es coneixen dades anteriors a 1976. |                         |                      |                     |